# Irmgard Degener
Isa (Irmgard) Hansen de Degener ( 1924 ) es una botánica, pteridóloga alemana, que ha desarrollado actividades científicas en el Jardín Botánico de Berlín.

## Algunas publicaciones
- Otto Degener, Isa Degener, hermann Ziegenspeck. 1956. Vorkommen von Drosera anglica Huds in Hawaii und die Samenverbreitung mancher Drosera Arten in Hawaii und Europa. 8 pp.
- ---------, ---------. 1965. Marie C. Neal, 1889-1965. 5 pp

- La abreviatura «I.Deg.» se emplea para indicar a Irmgard Degener como autoridad en la descripción y clasificación científica de los vegetales.[1]